# Bégaar
Bégaar is een gemeente in het Franse departement Landes (regio Nouvelle-Aquitaine). De plaats maakt deel uit van het arrondissement Dax. Bégaar telde op 1 januari 2022 1.233 inwoners.

## Geografie
De oppervlakte van Bégaar bedroeg op 1 januari 2022 27,8 vierkante kilometer; de bevolkingsdichtheid was toen 44,4 inwoners per km².

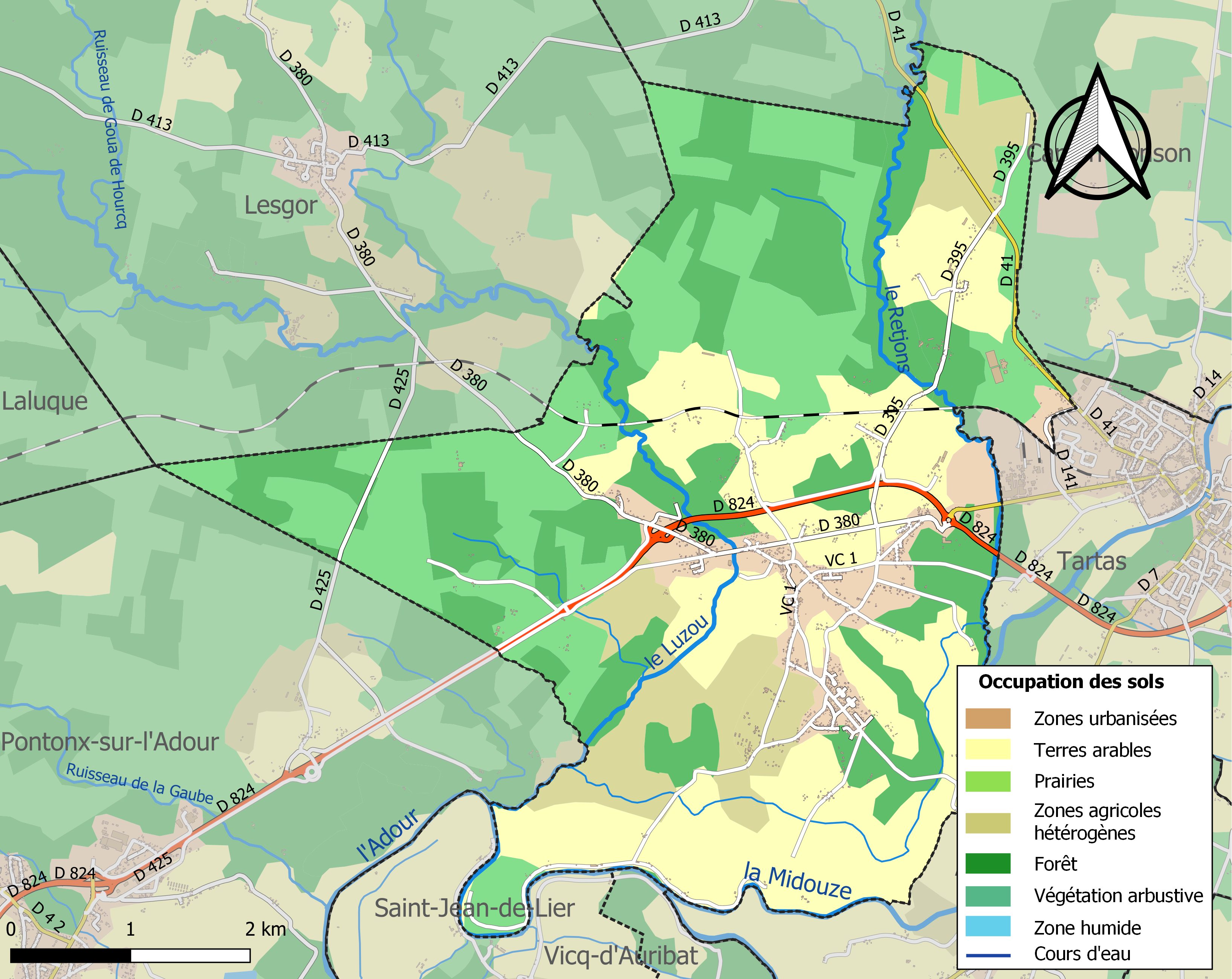
Kaart van de gemeente met de belangrijkste infrastructuur, bodemgebruik en omliggende gemeenten

## Demografie
Onderstaande figuur toont het verloop van het inwonertal (bron: INSEE-tellingen).